# Complex regionaal pijnsyndroom
Het complex regionaal pijnsyndroom (CRPS), ook wel posttraumatische dystrofie (PD), of Sudeckse dystrofie genoemd naar de Duitse chirurg Paul Sudeck (1866-1945), die als een van de eersten de aandoening uitvoerig beschreef, is een syndroom met continue diffuse pijn in een ledemaat, vaak een brandend gevoel, meestal na een letsel of schadelijke prikkel en inactiviteit, met variërende veranderingen in het gevoel, de spierwerking en de doorbloeding en vaak met atrofie gepaard gaand.
Het is een slecht begrepen aandoening die aan een ledemaat kan ontstaan, meestal aan voet of hand, na letsel, vaak een opvallend klein of relatief onbeduidend letsel, zoals een lichte verstuiking of zelfs een prik van een injectienaald of een doorn. Hierdoor wordt het vegetatieve systeem ontregeld en herijkt zich daarna verkeerd zodat de vegetatieve veranderingen waaronder pijn blijven aanhouden.
Het syndroom komt voor bij alle leeftijden, met een piek tussen 30 en 70 jaar. Vrouwen lopen een groter risico dan mannen (75% meer vrouwen dan mannen). CRPS treedt meestal op in de extremiteiten (zoals pols/hand/onderarm, schouder en enkel/voet).

## Ontstaan en verschijnselen
De meest voorkomende oorzaak is een voorafgaand trauma (in > 50% van de gevallen), inclusief medische (be)handelingen (bijvoorbeeld een operatie, maar soms zelfs alleen een injectie). Voorheen werd het dan ook vaak posttraumatische dystrofie genoemd. Andere mogelijke oorzaken zijn immobilisatie, stress, depressie, hoewel er geen hard bewijs is voor psychische oorzaak van CRPS.
De pathofysiologie van CRPS is onbekend, maar er wordt gedacht aan genetische vatbaarheid en immunologische afwijkingen. Op basis van de huidige inzichten denkt men dat CRPS veroorzaakt wordt door lokale ontsteking met veranderingen in het centrale zenuwstelsel.
Aanvankelijk valt vooral op dat het getroffen ledemaat veel meer pijn doet, en dat deze pijn veel langer aanhoudt dan je zou verwachten aan de hand van het letsel. Naderhand ontstaan er meer symptomen die wijzen op een vegetatieve dysregulatie (doorbloeding, temperatuursregulatie), waarbij het ledemaat blauw, paars of juist wit kan worden, de spieren uiteindelijk (ook door het niet gebruiken van het ledemaat) gaan atrofiëren en soms het bot kalk verliest en broos wordt. Deze symptomen treden op in een groter gebied dan het aanvankelijk aangedane gebied (bv. bij een verstuikte enkel gaat het hele onderbeen meedoen). Is dat niet het geval, dan mag per definitie niet van CRPS worden gesproken. Het ledemaat doet hevig pijn waardoor de patiënt het vaak vrijwel niet meer durft te gebruiken. Dit is misschien een factor bij het in stand houden van de ziekte, zie verderop.

Er is geen objectieve standaard of laboratoriumtest beschikbaar voor het stellen van een diagnose. Daarom worden klinische observaties, onderzoek en de klachten van de patiënt zelf gebruikt.

### Diagnose
Deze wordt gesteld aan de hand van de “Boedapest”-criteria (Harden et al. 2010):
1. Continue persisterende pijn die in geen verhouding staat tot de ernst van het doorgemaakte letsel.
2. Eén symptoom uit drie van de vier volgende categorieën dient door de patiënt gemeld te worden:
sensorisch : hyperesthesie en/of allodynie
sudomotor/oedeem : oedeem en/of verandering in zweten en/of transpiratie asymmetrie
vasomotor : temperatuur asymmetrie en/of huidkleur veranderingen en/of huidkleur asymmetrie motor/ trofisch : verminderd bewegingstraject en/of motor dysfunctie (zwakte, tremor, dystonie) en/of trofische veranderingen (haren, nagels, huid).
3. Eén teken in ten minste twee van de volgende categorieën dient bij lichamelijk onderzoek aanwezig te zijn:
sensorisch : bewijs van hyperalgesie (pinpriktest) en/of allodynie (bij lichte aanraking en/of bij diepe somatische druk en/of beweging van gewrichten)
sudomotor/oedeem : bewijs van oedeem en/of zweet verandering en/of transpiratie asymmetrie
vasomotor : bewijs van temperatuur asymmetrie en/of huidkleur veranderingen en/of asymmetrie
motor/trofisch : bewijs van afname van bewegingstraject en/of motorische dysfunctie (zwakte, tremor, dystonie) en/of trofische veranderingen (haren, nagels, huid).
4. Er is geen andere diagnose die de anamnestische of waargenomen verschijnselen beter verklaart.

### Symptomen
De klinische presentatie van CRPS wordt gekenmerkt door de volgende symptomen:
- Continue hevige pijn
- Kleurverandering (blauw → paars)
- Gevoelsstoornissen
- Temperatuurverandering (warm → zeer koud)
- Zwelling
- (Overmatig) zweten
- Motorische stoornissen, zoals spierzwakte, tremoren en spasmen
- Haar- en nagelgroei

Er worden twee typen CRPS onderscheiden:
- CRPS1 (voorheen: reflex sympathische dystrofie): geen aantoonbare zenuwschade (bijvoorbeeld geen uitval en niet afwijkend EMG)
- CRPS2 (voorheen: causalgie): aantoonbare zenuwschade (bijvoorbeeld uitval en afwijkend EMG)

## Voorkomen
CRPS kan op elke leeftijd voorkomen. Volgens een studie op basis van veel Nederlandse patiëntendossiers treft het 1 op de 4000 personen per jaar. Vrouwen krijgen het ruim 3 keer vaker dan mannen en vooral vrouwen in de leeftijdscategorie van 61-70 jaar. De bovenste ledematen krijgen het eerder dan de onderste en een breuk is in de meeste gevallen (44%) de oorzaak dat het zich voor gaat doen.

## Verloop en behandeling
Omdat de pathofysiologie van CRPS onduidelijk is, bestaat er geen unieke effectieve therapie en wordt geadviseerd de richtlijn CRPS te volgen. Sommige Nederlandse artsen beweren dat zuurstofradicalen een rol spelen in de acute fase van CRPS en denken daarom dat stoffen die zuurstofradicalen wegvangen, zoals vitamine C, acetylcysteïne en dimethylsulfoxidecrème, effectief zijn tegen CRPS. De algemene behandeling bestaat uit activatie en mobilisatie, eventueel met behulp van een fysiotherapeut. De richtlijn schrijft voor om te oefenen op zodanige wijze dat binnen twee uur na het staken van de oefening de klachten minimaal gereduceerd zijn tot het niveau van aanvang. (Overmatig) bewegen kan de klachten in de acute fase echter verergeren, terwijl niet bewegen ook een nadelige invloed heeft op het beloop van het ziektebeeld.
Pijnstillers, zoals paracetamol, NSAIDs en morfine, zijn niet of nauwelijks effectief bij CRPS, omdat geen sprake is van ontstekingspijn, maar van neuropathische pijn. Neuropathische pijn reageert beter op co-analgetica, dat wil zeggen: medicijnen die oorspronkelijk niet bedoeld zijn als pijnstiller, maar als gunstige 'bijwerking' kunnen hebben dat ze de pijn verminderen. Voorbeelden van co-analgetica die effectief zijn bij CRPS, zijn tricyclische antidepressiva en anti-epileptica. Een andere manier van pijnbestrijding bij CRPS is transcutane elektrostimulatie.
Vrij vaak gaat het in het begin nog spontaan over. Hoewel door behandelteams vaak wordt beweerd dat de kansen op herstel beter zijn als er vroeg met de behandeling wordt begonnen is nog nooit aangetoond dat het schijnbaar betere resultaat bij vroege behandeling niet het gevolg is van de natuurlijke neiging tot genezing van lichte gevallen. Uit gerandomiseerde klinische proeven blijkt dat het gebruik van 500 mg vitamine C per dag, de kans op het optreden van Complex Regionaal Pijn Syndroom vermindert na polsfracturen.
Getracht werd en wordt tot nu toe de patiënt door middel van pijnstilling en vaatverwijders te genezen, vaak door intensieve behandeling door een pijnteam. Of dit effectief is als behandeling is echter nog maar zelden door gecontroleerd onafhankelijk wetenschappelijk onderzoek aangetoond. Uit onderzoek blijkt evenwel dat ketamine veelbelovend is voor pijnbestrijding.

## 'Macedonische methode'
In 2004 ontstond enige commotie omtrent CRPS, doordat in de media aandacht werd besteed aan een alternatieve genezeres - in de media werd zij steevast Mevrouw Shinka genoemd - in Macedonië. Zij claimt deze aandoening te kunnen genezen. Een Nederlandse delegatie van anesthesisten en fysiotherapeuten, met een aantal in Nederland vrijwel uitbehandelde patiënten bezocht haar, samen met een filmploeg om deze behandeling te kunnen zien en filmen.
De behandeling van mevrouw Shinka, die nu ook wel de Macedonische methode genoemd wordt, is naar eigen zeggen niet gericht op pijnbestrijding maar op het juist functioneren van de ledematen. Shinka negeert de pijn van haar patiënten. Deze schreeuwen het soms letterlijk uit van de pijn. Geheel tegen alle gebruikelijke behandeltechnieken in, stimuleert Shinka de aangetaste ledematen krachtig. Een aanzienlijk percentage van de behandelde patiënten keerde sterk verbeterd of geheel genezen huiswaarts.
In Nederland is geprobeerd deze bevinding te reproduceren d.m.v. onderzoek naar PEPT (Pain Exposure Physical Therapy) in het RadboudUMC en onderzoek naar Exposure in Vivo in het Maastricht UMC, waarbij er van de hypothese uitgegaan werd dat een van de voornaamste factoren die het probleem in stand houden de bewegings- en gebruiksangst van het lichaamsdeel van de patiënt is. Hier is geen wetenschappelijk bewijs voor, voor het tegendeel overigens ook niet.
De eerste resultaten van deze benadering lijken veelbelovend.